# Paul Dick
Pour les articles homonymes, voir Dick.
Paul Wyatt Dick (27 octobre 1940-2 mai 2018) est un homme politique canadien de l'Ontario. Il est député fédéral progressiste-conservateur de la circonscription ontarienne de Lanark et Renfrew et de Lanark—Carleton de 1972 à 1993.

## Biographie
Né à Kapuskasing en Ontario, Dick étudie à Arnprior, Port Hope, à l'université Western Ontario et à l'université du Nouveau-Brunswick. Appelé au barreau de l'Ontario en 1969, il sert comme assistant du procureur de la couronne du comté de Carlon (en) de 1969 à 1972. Il pratique ensuite le droit à Ottawa et est nommé au conseil de la Reine en 1981.
Élu en 1972, il devient leader adjoint de l'opposition officielle en 1983.
Nommé secrétaire parlementaire après l'élection de 1984, il entre au cabinet de Brian Mulroney au poste de ministre associé du ministre de la Défense en 1986.
Réélu en 1988 dans Lanark—Carleton, il devient ministre des Approvisionnements et des Services en 1989.
Lorsque Kim Campbell succède à Mulroney en 1993, Dick demeure ministre des Approvisionnements et des Services auquel s'ajoute le poste de ministre des Travaux publics et ministre des Approvisionnements et des Services.
Après avoir passé la majeure partie de sa vie adulte en politique, Dick s'oriente vers le courtage boursier. Sa vie en après la politique est relatée dans le livre The Dark Side: The Personal Price of a Political Life de Steve Paikin, publié en 2003.
Dick succombe à une crise cardiaque à son domicile en 2018 à l'âge de 77 ans.
Le fonds d'archives Paul W. Dick à disponible à Bibliothèque et Archives Canada.